# ريتشارد ستيفنز
ريتشارد ستيفنز هو متزلج فني كندي، ولد في 8 ديسمبر 1947.

## وصلات خارجية
- ريتشارد ستيفنز على موقع أوليمبيديا (الإنجليزية)